# Tyin (See)

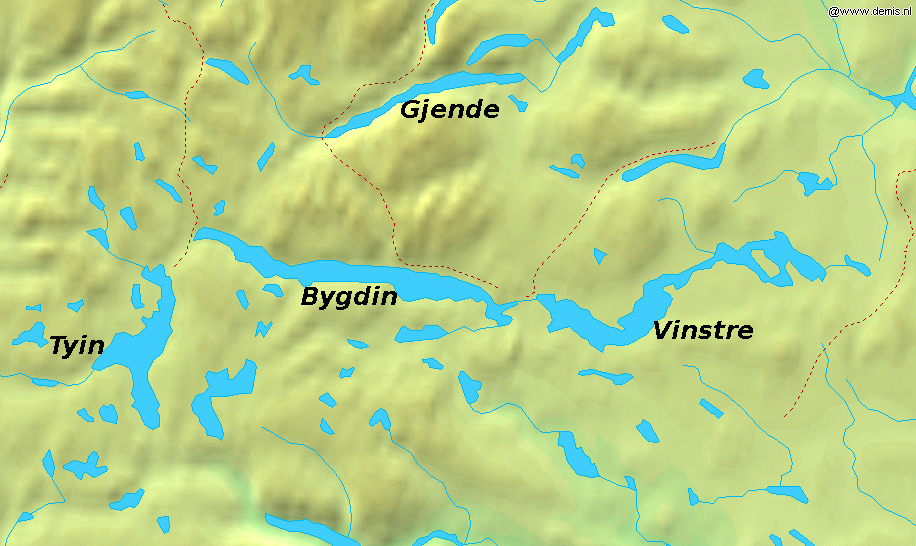
Tyin und andere Seen der Umgebung

Der Tyin ist ein See in der Kommune Vang der norwegischen Provinz (Fylke) Innlandet. Er liegt zwischen dem Jotunheimen-Gebirge im Nordosten und dem Filefjell im Südwesten. Sein nordwestliches Ufer bildet die Grenze zum Nachbarfyilke Vestland.
Der See dient als Stausee für das Tyin-Kraftwerk, das auch die Höhe des Sees zwischen 1084 m und 1072 m reguliert.
Der Rv 53 (Tyin–Årdal) verläuft an der südwestlichen Seite des Sees und der Rv 252 (Tyin–Eidsbugarden) an der östlichen.
Zusammen mit dem Vinstre-See und dem Bygdin-See ist er einer der größten Seen in der Region Valdres.

## Bildergalerie

Panorama des Tyin vom Südufer des westlichen Teils des Sees